# Bitwa pod Preston (1715)
Bitwa pod Prestons – starcie pomiędzy siłami Jakobitów popierających pretendenta do tronu Jakuba III Stuarta a siłami wiernymi królowi Jerzemu I pod wodzą generała Willsa. Zakończyło się ono porażką Jakobitów angielskich.
Generał Wills, dowódca sił rządowych, był bardziej wymagającym przeciwnikiem niż ci, których do tej pory napotkali Jakobici w marszu na południe (pułkownicy milicji, biskupi, miejscowi wielmoże). Miał on znaczną liczbę wojsk regularnych: sześć pułków konnych oraz jeden piechoty, a także siły klanu Carpenter, które przybyły z północy i połączyły się z nim. Dzięki pomocy Sir Henry'ego Houghtona, miejscowego posła do parlamentu z ramienia partii wigów, mógł także liczyć na pomoc znacznych sił dobrze umotywowanej milicji. Obsadził on Warrington Bridge i Manchester jako zaporę przeciwko Jakobitom. Z kolei Jakobici, mimo że otrzymali informacje o tym, że Wills idzie na nich, spędzali czas na korzystaniu z rozrywek, jakie oferowało im miasto Preston, które zajęli 9 listopada.
Wieczorem 11 listopada przywódcy Jakobitów zostali zawiadomieni, że Wills zbliża się szybko do miasta. Ich armia została postawiona na nogi. Następnego ranka od południa zbliżyły się siły rządowe. W tym momencie w dowództwie jakobickim wybuchły kłótnie, które doprowadziły do niefortunnego wycofania oddziałów mających trzymać silną pozycję nad rzeką Ribble, którą musiały przekroczyć wojska Willsa. Ostatecznie siły jakobickie umocniły się w Preston, barykadując miejskie ulice. Generał Wills rozkazał bezpośredni atak, który napotkał na silny ogień z barykad i domów. Atak załamał się z ciężkimi stratami. Wills rozkazał ostrzeliwać domy w celu wzniecenia pożarów. Nocą dochodziło do lekkich potyczek i ostrzału pozycji rządowych przez jakobickich snajperów. Wielu Jakobitów zdołało wymknąć się wtedy z miasta.
Rankiem 13 listopada przybyło więcej żołnierzy sił rządowych i Wills postanowił otoczyć miasto, tak, aby uniemożliwić wrogowi wycofanie się z niego. Jakobici doznali strat w walce, jak i stracili w nocy wielu dezerterów, i chociaż szkoccy górale mieli zamiar walczyć, Forster zgodził się na propozycję negocjacji w sprawie kapitulacji. Zrobił to bez konsultacji z góralami. Kiedy górale dowiedzieli się o tym, z furią ruszyli na ulice miasta grożąc śmiercią każdemu, kto choćby wspomniałby o kapitulacji, zabito i raniono kilka osób. O godzinie siódmej rano 14 listopada Forster zaproponował bezwarunkowe poddanie, które zostało odrzucone, ponieważ nie obejmowało górali. Następnie wrócił z potwierdzeniem, iż szkoccy wielmoże poddadzą się również. Kiedy wojska rządowe wkroczyły do miasta, górale stali na rynku z bronią nad głową w celu poddania się. Do niewoli dostało się 1468 Jakobitów, w tym 463 Anglików.
Klęska pod Preston oznaczała upadek pierwszego powstania jakobickiego w Anglii.